# Schlacht um Nasiriya
Die Schlacht um Nasiriya war eine militärische Auseinandersetzung zwischen den Streitkräften des Irak und der Vereinigten Staaten während des Irak-Krieges im Jahr 2003. Es handelte sich um eines der größten Gefechte während der Invasion, in dem beide Seiten versuchten, die Kontrolle über strategisch wichtige Brücken am Euphrat und dem Saddam-Kanal zu erlangen.
Die Kämpfe begannen am Morgen des 23. März, als ein amerikanischer Nachschubkonvoi irrtümlicherweise in die Stadt fuhr und aufgerieben wurde. Dabei wurden 11 US-Soldaten getötet, weitere 6 gerieten in Gefangenschaft. Unter ihnen war auch die Soldatin Jessica Lynch. Einige Soldaten konnten jedoch ihre Stellung halten, bis am Morgen die 2nd Marine Expeditionary Brigade zu ihrer Rettung eintraf. Diese Einheit begann unter dem Rufzeichen "Task Force Tarawa" einen Angriff auf den Nordteil der Stadt und konnte dabei zwei wichtige Brücken an der sogenannten Ambush Alley einnehmen. In den schweren Häuserkämpfen starben 18 US-Marines davon starb mindestens einer durch Eigenbeschuss, als ein A-10 Angriffsflugzeug irrtümlicherweise eine Kolonne von Marines in der Nähe des Saddam-Kanals angriff.
In der Nacht vom 24. auf den 25. März passierte ein Großteil der Marines des Regimental Combat Team 1 die Stadt und stieß weiter Richtung Bagdad vor. Die Kämpfe in Nasiriya dauerten aber noch bis zum 1. April an.

## Die Schlacht

### Bisherige Entwicklungen
Ende März 2003 stieß die Task Force Tarawa, bestehend aus der 2nd Marine Expeditionary Brigade, Richtung Nasiriya vor. Die rechte Flanke wurde durch die 3. US-Infanteriedivision gesichert, die Linke durch die 1. Marine Division. Einsatzziel des Vorstoßes waren drei wichtige Brücken über den Euphrat. Eine dieser Brücken lag außerhalb der Stadt und wurde von der 3. US-Infanteriedivision besetzt, die anderen beiden befanden sich in der Stadt.
Ursprünglich war geplant, die beiden Brücken zu besetzen, um dem Regimental Combat Team 1 der Marines den Vormarsch entlang der Route 7 Richtung Norden zu ermöglichen.
In Nasiriya befand sich das Hauptquartier des 3. irakischen Armeekorps, das aus der 11. Infanteriedivision, der 51. Mechanisierten Infanteriedivision und der 6. Panzerdivision bestand. Diese hatten jeweils noch etwa 50 Prozent ihrer Sollstärke. Die 51. Division befand sich im Süden und sollte strategisch wichtige Ölfelder schützen, die 6. Panzerdivision stand im Norden bei Al-Amarah. Somit verblieb nur die 11. Infanteriedivision in der Region um Nasiriya.

### Überfall auf US-Nachschubkonvoi
Um 23. März um 6 Uhr morgens fuhr ein US-Nachschubkonvoi mit 18 Fahrzeugen und 33 Soldaten irrtümlicherweise in die Stadt. Der Konvoi wurde von Captain Troy King geführt, einem Logistikoffizier ohne Kampferfahrung. Der Konvoi wurde frühzeitig von irakischen Einheiten gesichtet, die ihren Angriff aber noch zurückhielten. Nachdem der Konvoi am Hauptquartier der Al Quds Miliz vorbeifuhr, merkte Troy, dass er sich verfahren hatte und ließ den Konvoi wenden, um wieder aus der Stadt herauszufahren. Gegen 7 Uhr eröffneten irakische Truppen das Feuer mit Maschinengewehren und Panzerabwehrraketen. Sie wurden dabei von einigen Panzern unterstützt. Im folgenden Gefecht kamen 18 US-Soldaten ums Leben, mehrere wurden gefangen genommen. Von den Fahrzeugen wurden fast alle durch feindliches Feuer zerstört oder bei Ausweichversuchen beschädigt.
Einige Fahrzeuge konnten sich zunächst noch einige Kilometer aus der Stadt zurückziehen, wurden dann aber ebenfalls aufgehalten. Die Soldaten bauten eine Verteidigungsstellung auf und versuchten, die Stellung zu halten. Einzig Captain King konnte mit drei Jeeps dem Hinterhalt entkommen. Gegen 7.30 Uhr traf er auf Einheiten des 8. Panzerbataillons unter Major Peeple. King berichtete von dem Hinterhalt und bat um sofortige Unterstützung für die zurückgebliebenen Truppen. Peeple schickte seine Panzereinheit umgehend in Richtung der letzten bekannten Position der Überlebenden. Nach schweren Kämpfen gegen mehrere Infanterieeinheiten und Artilleriestellungen erreichten die Panzer mit Unterstützung durch AH-1 Cobra Helikopter die ausharrenden Soldaten der Nachschubeinheit.

### Ambush Alley

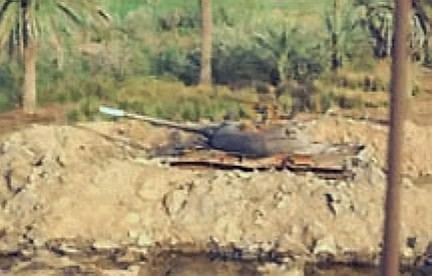
Zerstörter irakischer Type 69QM nahe dem Krankenhaus von Nasiriya

Der 23. März war für die US-Marines der verlustreichste Tag der gesamten Invasion, 18 Soldaten starben während heftiger Kämpfe um den Saddam-Kanal. Dabei kam es auch zu einem Zwischenfall, als eine A-10 der Nationalgarde mehrere Fahrzeuge der US-Marines attackierte. Dabei kam mindestens ein Marine ums Leben. Der zuständige Luftwaffenverbindungsoffizier war sich nicht im Klaren darüber, dass eine Kompanie der Marines bereits so weit nach Norden vorgedrungen war. Zwei weitere Marines ertranken beim Versuch, den Saddam-Kanal unter Feindbeschuss zu durchqueren.

### Regimental Combat Team 1
Der geplante Vormarsch des Regimental Combat Team 1 durch Nasiriya wurde durch heftige Kämpfe verzögert. Am Abend des 24. März rückten die Aufklärungselemente des RCT-1 entlang des Saddam-Kanals Richtung Norden vor und führten das RCT-1 durch die Ambush Alley. Nördlich der Stadt stießen die Einheiten auf heftigen Widerstand an einem Gebäudekomplex. Erst durch den Einsatz von massierter Feuerkraft konnte dieser langsam gebrochen werden. Bei Sonnenuntergang standen die US-Einheiten etwa 15 Kilometer nördlich von Nasiriya. Ein starker Sandsturm kam auf, in dessen Schutz irakische Einheiten, die aus Kut Richtung Süden vorrückten, einen Angriff wagten. Mithilfe von Artillerieunterstützung konnte dieser aber abgewiesen werden. Die Angriffe ebbten gegen Morgen ab. Bei den Angriffen kamen etwa 200 bis 300 Iraker ums Leben, mehrere hundert wurden gefangen genommen. Die Marines hatten keine Toten und Verwundeten zu beklagen.
Die Ambush Alley wurde durch die Marines weiter offen gehalten, bis in der Nacht vom 24. auf den 25. März das komplette RCT-1 Nasiriya passiert hatte. Die Verzögerung des Vormarsches des RCT-1 war später einer der Gründe für die Enthebung des Kommandeurs, Colonel Dowdy, von seinem Kommando.

### Folgen

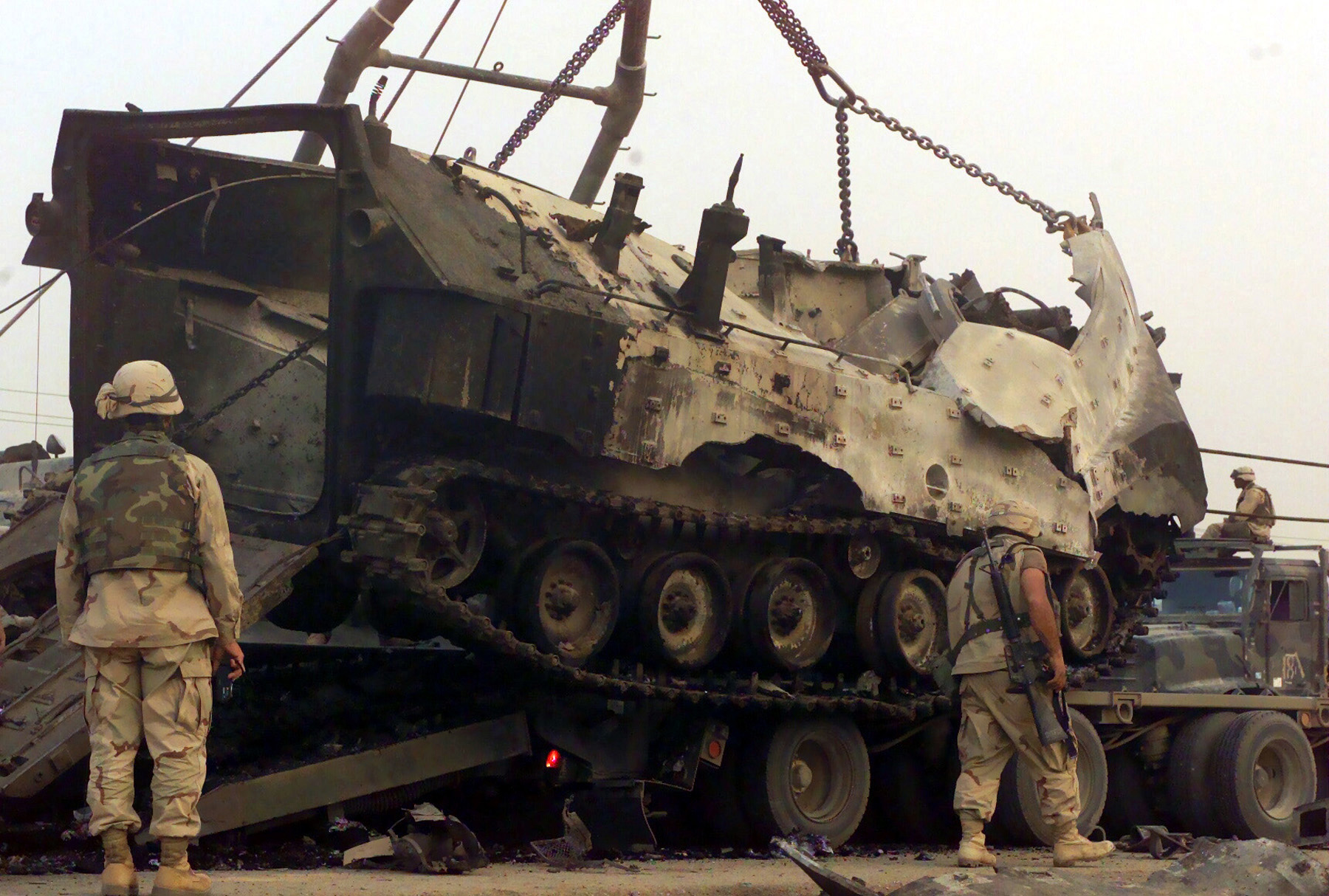
Bergung eines amerikanischen Amphibienpanzers

Bis zum 27. März war der Großteil des Widerstandes in der Stadt gebrochen, der Fokus verlagerte sich vom offenen Kampf zu Guerilla-Aktionen und Hausdurchsuchungen. Kleine Gruppen von Milizen attackierten Patrouillen der US-Marines, aufgrund mangelnder Koordination aber ohne Erfolg.
Am 27. März entdeckten Aufklärungseinheiten einen versunkenen M1 Abrams im Euphrat. Dieser war seit der Nacht vom 24. auf den 25. März vermisst worden. Pioniereinheiten waren über zwei Tage mit Bergungsarbeiten beschäftigt.
Nach Aussage eines Offiziers der republikanischen Garde hatten die Abwehrerfolge in Nasiriya landesweit die Moral der irakischen Truppen gestärkt. Insgesamt kamen während der Kampfhandlungen in Nasiriya über 350 irakische Soldaten ums Leben, zudem wurden 29 US-Marines getötet und 60 verwundet. Über die Höhe der zivilen Opferzahlen ist nichts bekannt.